# دیل بامپرز
دیل بامپرز (به انگلیسی: Dale Bumpers) سناتور سابق عضو حزب دموکرات ایالات متحده آمریکا بود. وی در سال ۱۹۷۵ تا ۱۹۹۹ میلادی سناتور ایالت آرکانزاس در سنای ایالات متحده آمریکا بود.